# .ae
A .ae az Egyesült Arab Emirátusok internetes legfelső szintű tartomány kódja. Az Etisalat tartja karban.

## Másod- és harmadszintű regisztrációk
A regisztráció lehetséges közvetlenül a második szinten, vagy a harmadik szinten számos kategóriacímke alá. Régebben a .co.ae-t kereskedelmi cégeknek tartották fenn, de ezt megváltoztatták a másodszintű regisztrációk kereskedelmi használatára, a régebbi regsiztrációkat viszont továbbra is használni lehet.
- .ae – Cégek, szervezetek, egyének
- .net.ae – Hálózati szolgáltatók
- .gov.ae – Kormányzat és minisztériumok
- .ac.ae – Főiskolák, egyetemek, akadémiai intézetek
- .sch.ae – Nyilvános és magániskolák
- .org.ae – Nonprofit szervezetek
- .mil.ae – Hadügyi regisztrálók
- .pro.ae – Szakmai regisztrálók
- .name.ae – Egyének

Mivel neveket lehet a második szinten regisztrálni és sok angol név végződik "-ae"-re, ez sok domain hack-re ad lehetőséget.